# Château de l'Île (Brecé)
Pour les articles homonymes, voir château de l'Isle.
Le Château de l'Île  était un château français situé à Brecé, dans le département de la Mayenne et la région des Pays de la Loire.  Il était situé à 4 kilomètres au Sud-Est du bourg

## Désignation
- Le moulin d'Isle, 1460 (Archives nationales, R/5).
- Le sieur d'Isle, 1562 (Archives nationales, X/1a. 4.992, f. 221).
- Le seigneur d'Isle, 1577 (Charles Pointeau, Certificats).
- Le seigneur d'Isle, 1601-1673 (Registre paroissial).
- Le château d'Ille, 1690 (Archives nationales, Q/3. 78).
- Isle, moulin d'Isle, château et chapelle fondée (Hubert Jaillot).
- L'Isle, 1720 (Registre paroissial).
- Isle, manoir (Carte de Cassini).

## Histoire
Il s'agissait d'un fief mouvant de la châtellenie du Plessis-Châtillon. La chapelle était dédiée à sainte Anne. Elle existe encore.

## Sources et bibliographie
- « Château de l'Île (Brecé) », dans Alphonse-Victor Angot et Ferdinand Gaugain, Dictionnaire historique, topographique et biographique de la Mayenne, Laval, A. Goupil, 1900-1910 [détail des éditions] (BNF 34106789, présentation en ligne)